# 2025-ös Európa-liga-döntő
A 2025-ös Európa-liga-döntő a 2024–2025-ös Európa-liga-szezon utolsó mérkőzése, az európai labdarúgó-klubcsapatok második legrangosabb tornájának 16., jogelődjeivel együttvéve az 54. döntője. A mérkőzést a San Mamés Stadionban játszotta 2025. május 21-én a Tottenham Hotspur, a Manchester United ellen. A 2019-es döntő óta az első volt, amelyben két angol csapat mérkőzött meg egymással.
A döntő győztese helyet kapott a 2025–2026-os UEFA-bajnokok ligája alapszakaszában, illetve a 2025-ös UEFA-szuperkupában.

## Helyszín
2021. július 16-án az UEFA bejelentette, hogy annak következtében, hogy 2020-ban megvonta a rendezési jogokat a San Mamés Stadiontól a Európa-bajnokságra, a 2024-es női UEFA-bajnokok ligája döntőnek és a 2025-ös Európa-liga döntőnek fog otthont adni. A stadion az Athletic Club otthona, amely szintén szerepelt a kiírásban a szezonban, mielőtt kiejtette volna a United az elődöntőben 7–1-es összesítéssel.
A stadionban még soha nem rendeztek férfi európai döntőt 2013-as átadása óta, bár azonos nevű elődje otthont adott az 1977-es UEFA-kupa-döntő visszavágójának, illetve három mérkőzésnek az 1982-es világbajnokságon.

## Háttér
A Tottenham Hotspur negyedik döntőjét érte el az UEFA-kupa/Európa-liga történetében, először a 2009-es újraszervezés óta. Korábbi három döntőjükből a kiírásban kettőt nyertek meg (1972-ben és 1984-ben), egyet pedig elveszítettek 1974-ben. Ez a hatodik alkalom, hogy egy UEFA-kiírás döntőjében szerepeltek, miután 2019-ben elvesztették az UEFA-bajnokok ligája fináléját, illetve 1963-ban az első brit csapatként megnyerték a Kupagyőztesek Európa-kupáját.
A Manchester United tizenharmadik UEFA-döntőjében szerepel. A Bajnokcsapatok Európa-kupáját/UEFA-bajnokok ligája döntőjét korábban háromszor nyerték meg (1968-ban az első angol csapatként, 1999-ben az első triplázó angol csapatként és 2008-ban), illetve kétszer veszítették el (2009-ben és 2011-ben). Egyszer, 1991-ben megnyerték a Kupagyőztesek Európa-kupáját, játszottak két Európa-liga döntőben (2017-ben nyertek, 2021-ben kikaptak), illetve négy UEFA-szuperkupában is játszottak (nyertek 1991-ben és kikaptak 1999-ben, 2008-ban és 2017-ben).
Ez volt a harmadik döntő, amelyben két angol csapat mérkőzött meg egymással: az első 1972-ben volt a Tottenham és a Wolverhampton Wanderers között, a legutóbbi pedig 2019-ben az Arsenal és a Chelsea között.
Összességében 204 alkalommal játszott egymás ellen a két csapat, a United 95-ször, a Tottenham 57-szer nyert. Két döntőben találkoztak, az 1967-es angol szuperkupában, illetve a 2009-es ligakupa-döntőben. Mindkét mérkőzés döntetlen lett, az utóbbit a United büntetőkkel megnyerte. Egyedül 1963-ban találkoztak európai mérkőzésen, mikor a United kiejtette a címvédő Tottenhamet a Kupagyőztesek Európa-kupája első fordulójából.
A két csapat kétszer játszott egymással a 2024–2025-ös Premier League-ben, mindkét találkozót a Tottenham nyerte meg, 3–0-ra az Old Traffordon és 1–0-ra a Tottenham Hotspur Stadionban. Ezek mellett kiejtették a Unitedet 4–3-ra a 2024–2025-ös angol ligakupa-negyeddöntőben. Mindkét csapat szezonja kiemelkedően sikertelen volt a hazai sorozatokban, a bajnokságban a klubok a tabella második felében zártak. A Tottenham a nemzeti bajnokságukat legalacsonyabb helyen záró győztese lett egy európai kupasorozatnak (a rekordot a 2022–2023-as szezonban mindössze 14. helyet elérő West Ham United tartotta, a Spurs 17. lett a Premier League-ben).

### Korábbi döntőszereplések
| Csapat            | Döntőszereplések (győztes félkövérrel) |
| ----------------- | -------------------------------------- |
| Tottenham Hotspur | 3 (1972, 1974, 1984)                   |
| Manchester United | 2 (2017, 2021)                         |

## Út a döntőbe

### Áttekintés
| Hely. | Csapat              | M | P  |
| ----- | ------------------- | - | -- |
| 2.    | Athletic Club       | 8 | 19 |
| 3.    | Manchester United   | 8 | 18 |
| 4.    | Tottenham Hotspur   | 8 | 17 |
| 5.    | Eintracht Frankfurt | 8 | 16 |
| 6.    | Lyon                | 8 | 15 |

| Hely. | Csapat              | M | P  |
| ----- | ------------------- | - | -- |
| 1.    | Lazio               | 8 | 19 |
| 2.    | Athletic Club       | 8 | 19 |
| 3.    | Manchester United   | 8 | 18 |
| 4.    | Tottenham Hotspur   | 8 | 17 |
| 5.    | Eintracht Frankfurt | 8 | 16 |

### Manchester United
Az Európa-liga új formátumának köszönhetően az alapszakaszban a United nyolc mérkőzést játszott. Az első találkozóját a csapat az FC Twente ellen játszotta hazai pályán, 1–1-es végeredménnyel, Christian Eriksen és Sam Lammers talált be. A második mérkőzésen a manchesteriek Estádio do Dragãóban játszott az FC Porto ellen, ismét döntetlen lett a végeredmény, de ezúttal 3–3. A portugálok góljait Pepê, illetve Samu Aghehowa (2) szerezte, míg a United oldalán Marcus Rashford, Rasmus Højlund és Harry Maguire talált be. A harmadik játéknapon a United a Fenerbahçéval mérkőzött meg idegenben, amely csapat menedzsere a Uniteddel 2017-ben Európa-ligát nyerő José Mourinho volt, a mérkőzés végeredménye ismét 1–1 lett. A gólokat Júszef el-Neszjrí és Eriksen szerezte. A negyedik találkozón a United a görög PAÓK ellen játszott hazai pályán, 2–0-ra nyerve Amad góljaival, Ruud van Nistelrooy megbízott menedzser egyetlen európai mérkőzésén a csapat élén. Az ötödik játéknapon a United ellenfele a később elődöntőig jutó FK Bodø/Glimt volt az Old Traffordon, Rúben Amorim első európai találkozóján, mint a csapat menedzsere. A United 3–2-re nyert, Alejandro Garnacho egyszer, Højlund kétszer talált be, míg a norvégok gólszerzői Håkon Evjen és Philip Zinckernagel voltak. Az utolsó előtti mérkőzését a United a Rangers ellen játszotta, 2–1-re nyertek Jack Butland öngóljának és Bruno Fernandes találatának köszönhetően. Az alapszakaszt egy 2–0-ás győzelemmel zárták a román FCSB ellen a Nemzeti Stadionban, Diogo Dalot és Kobbie Mainoo találtak be.
A nyolcaddöntőben a United ellenfele a Real Sociedad volt. Az első mérkőzés 1–1-es döntetlennel zárult az Anoeta Stadionban, Mikel Oyarzabal büntetőjének és Joshua Zirkzee találatának köszönhetően. A visszavágót már könnyen nyerte az angol csapat, az Old Traffordon 4–1 volt a végeredmény, Fernandes mesterhármasával, Dalot góljával, illetve Oyarzabal büntetőjével.
A negyeddöntőben a United a francia Olympique Lyonnais ellen játszott. Az első mérkőzés ismét döntetlennel zárult, a Parc Olympique Lyonnais-ban a végeredmény 2–2 volt, Thiago Almada és Rayan Cherki, illetve Leny Yoro és Zirkzee találataival. A második mérkőzés minden idők egyik legjobb európai találkozója volt a labdarúgás történetében, a United 5–4-re nyert hosszabbítás után, a 120. és a 121. percben is betalálva. A gólokat Manuel Ugarte, Dalot, Fernandes, Mainoo és Maguire, illetve Corentin Tolisso, Nicolás Tagliafico, Cherki és Alexandre Lacazette szerezte.
Az elődöntőben az Athletic Clubbal mérkőzött meg a csapat, 3–0-ra nyertek az első mérkőzésen a San Mamés Stadionban. A gólokat Casemiro és Fernandes (2) szerezte, majd a második mérkőzésen ismét azonos különbséggel diadalmaskodtak 4–1-re hazai pályán. A visszavágó góljait Mason Mount (2), Casemiro és Højlund, illetve Mikel Jauregizar szerezték. A United első európai döntőjébe jutott be 2021 óta, illetve az egyetlen veretlen csapat voltak a szezonban az európai kiírásokban.

### Tottenham Hotspur
Az alapszakaszban a Tottenham Hotspur nyolc mérkőzést játszott. Az első mérkőzésen a Tottenham az azeri Qarabağ ellen játszott hazai pályán, 3–0-ra megverve ellenfelét, Brennan Johnson, Pape Matar Sarr és Dominic Solanke góljainak köszönhetően. A második játéknapon ellenfelük a Ferencváros volt a Groupama Arénában, a londoniak 2–1-re nyertek Sarr és Johnson találataival, míg a másik oldalon Varga Barnabás volt a Spurs által első bekapott gól szerzője a szezonban. A harmadik találkozón a holland AZ ellen mérkőztek meg, 1–0-ra nyertek Richarlison büntetőjének köszönhetően. A negyedik ellenfelük az alapszakaszban a Galatasaray volt, idegenben. A mérkőzés végeredménye 3–2 lett, a Tottenham két vereségének egyike az Európa-liga-szezonban. A törökök góljait Yunus Akgün és Victor Osimhen (2) szerezték, míg a Spurs játékosai közül Will Lankshear és Solanke talált be. A következő találkozón az ellenfelük a Roma volt, a mérkőzés 2–2-es döntetlennel végződött, Szon Hungmin és Johnson, illetve Evan Ndicka és Mats Hummels szerezték a gólokat. A hatodik mérkőzésen a Rangers ellen mérkőztek meg idegenben, az eredmény ismét döntetlen lett, ezúttal 1–1, Hamza Ikamán és Dejan Kulusevski góljaival. Az utolsó előtti játéknapon a Tottenham góljait James Maddison és Szon (2) szerezték, a Spurs 3–2-re nyert a TSG Hoffenheim ellen. A németek oldalán Anton Stach és David Mokwa talált be. Az alapszakaszt egy 3–0-ás győzelemmel zárták a Elfsborg ellen, így negyedik helyen végeztek, egy ponttal a Manchester United mögött. A góljaikat Dane Scarlett, Damola Ajayi és Mikey Moore – a legfiatalabb angol gólszerző egy európai kupasorozatban – lőtték.
A nyolcaddöntőben a holland AZ volt az ellenfelük, akik ellen már játszottak az alapszakaszban is. Az első mérkőzést idegenben játszották, az egyetlen gólt Lucas Bergvall lőtte saját kapujába, így hátrányban tértek vissza Londonba az angolok. A második mérkőzést 3–1-re nyerték meg, Wilson Odobert (2) és Maddison találataival, míg az AZ gólját Peer Koopmeiners szerezte.
A negyeddöntőt egy 1–1-es döntetlennel nyitották hazai pályán a Eintracht Frankfurt ellen, Pedro Porro, illetve Hugo Ekitiké szerezték a gólokat. A második mérkőzést 1–0-ra tudták megnyerni, egyetlen találatuk egy Solanke-büntető volt.
Az elődöntőben a norvég FK Bodø/Glimt ellen játszottak, az első mérkőzésen 3–1-re diadalmaskodtak, Johnson, Maddison és Solanke góljaival, míg a Bodø/Glimt egyetlen gólját a párharcban Ulrik Saltnes szerezte. A második, idegenbeli mérkőzésen 2–0-ra diadalmaskodtak az Aspmyra Stadionban, Solanke és Porro találataival a döntőbe jutva.

## A mérkőzés előtt
Mindkét csapatnak voltak problémái sérülésekkel a döntő előtt. A Tottenham oldalán sérülés miatt nem tudott elutazni Lucas Bergvall, és Dejan Kulusevski míg az utolsó pillanatig kellett várni James Maddison és Pape Matar Sarr elérhetőségére. United játékosai közül hiányzott Matthijs de Ligt és Lisandro Martínez, illetve kérdéses volt Leny Yoro, Diogo Dalot és Joshua Zirkzee, bár mindhárman elutaztak Bilbaóba.

## A mérkőzés
| 2025. május 21. 21:00 |

| Tottenham Hotspur | 1–0               | Manchester United |
| ----------------- | ----------------- | ----------------- |
| Johnson 42'       | (1–0) Jegyzőkönyv |                   |

| San Mamés Stadion, Bilbao Játékvezető: Felix Zwayer (német) |

| Tottenham Hotspur | Manchester United |

| KA               | 1  | Guillermo Vicario |     |     |
| JV               | 23 | Pedro Porro       |     |     |
| KV               | 17 | Cristian Romero   |     |     |
| KV               | 37 | Micky van de Ven  | 49' |     |
| BV               | 13 | Destiny Udogie    |     | 90' |
| KP               | 29 | Pape Matar Sarr   |     | 90' |
| KP               | 8  | Yves Bissouma     | 68' |     |
| KP               | 30 | Rodrigo Bentancur |     |     |
| JSZ              | 22 | Brennan Johnson   |     | 79' |
| KCS              | 19 | Dominic Solanke   |     |     |
| BSZ0             | 9  | Richarlison       | 58' | 67' |
| Cserék:          |    |                   |     |     |
| KA               | 40 | Brandon Austin    |     |     |
| KA               | 41 | Alfie Whiteman    |     |     |
| V                | 4  | Kevin Danso       |     | 79' |
| V                | 14 | Archie Gray       |     | 90' |
| V                | 24 | Djed Spence       |     | 90' |
| V                | 33 | Ben Davies        |     |     |
| KP               | 47 | Mikey Moore       |     |     |
| CS               | 7  | Szon Hungmin      |     | 67' |
| CS               | 11 | Mathys Tel        |     |     |
| CS               | 28 | Wilson Odobert    |     |     |
| CS               | 44 | Dane Scarlett     |     |     |
| CS               | 63 | Damola Ajayi      |     |     |
| Menedzser:       |    |                   |     |     |
| Ange Postecoglou |    |                   |     |     |

| KA           | 24 | André Onana        |       |     |
| JSZV         | 3  | Núszír Mázráví     |       | 85' |
| KV           | 15 | Leny Yoro          |       |     |
| KV           | 5  | Harry Maguire      | 88'   |     |
| KV           | 23 | Luke Shaw          |       |     |
| BSZV0        | 13 | Patrick Dorgu      |       | 90' |
| KP           | 18 | Casemiro           |       |     |
| KP           | 8  | Bruno Fernandes    |       |     |
| TKP          | 7  | Mason Mount        |       | 71' |
| TKP          | 16 | Amad               | 35'   |     |
| KCS          | 9  | Rasmus Højlund     |       | 71' |
| Cserék:      |    |                    |       |     |
| KA           | 1  | Altay Bayındır     |       |     |
| V            | 2  | Victor Lindelöf    | 90+1' |     |
| V            | 20 | Diogo Dalot        |       | 85' |
| V            | 26 | Ayden Heaven       |       |     |
| V            | 35 | Jonny Evans        | 90+3' |     |
| V            | 41 | Harry Amass        |       |     |
| KP           | 14 | Christian Eriksen  |       |     |
| KP           | 25 | Manuel Ugarte      |       |     |
| KP           | 37 | Kobbie Mainoo      |       | 90' |
| KP           | 43 | Toby Collyer       |       |     |
| CS           | 11 | Joshua Zirkzee     | 84'   | 71' |
| CS           | 17 | Alejandro Garnacho |       | 71' |
| Menedzser:   |    |                    |       |     |
| Rúben Amorim |    |                    |       |     |

| Asszisztensek: Robert Kempter (német) Christian Dietz (német) Negyedik játékvezető: Maurizio Mariani (olasz) Tartalék asszisztens: Daniele Bindoni (olasz) Videobíró: Bastian Dankert (német) Videobíró asszisztens: Benjamin Brand (német) Carlos del Cerro Grande (spanyol) | A mérkőzés szabályai - 90 perc. - 30 perc hosszabbítás, ha szükséges. - Büntetőpárbaj, ha az eredmény továbbra is egyenlő. - Tizenkét megnevezett cserejátékos. - Legfeljebb öt csere, a hosszabbításban a hatodik engedélyezett. - Legfeljebb három cserelehetőség, a hosszabbításban egy negyedik engedélyezett. |